# 에르드

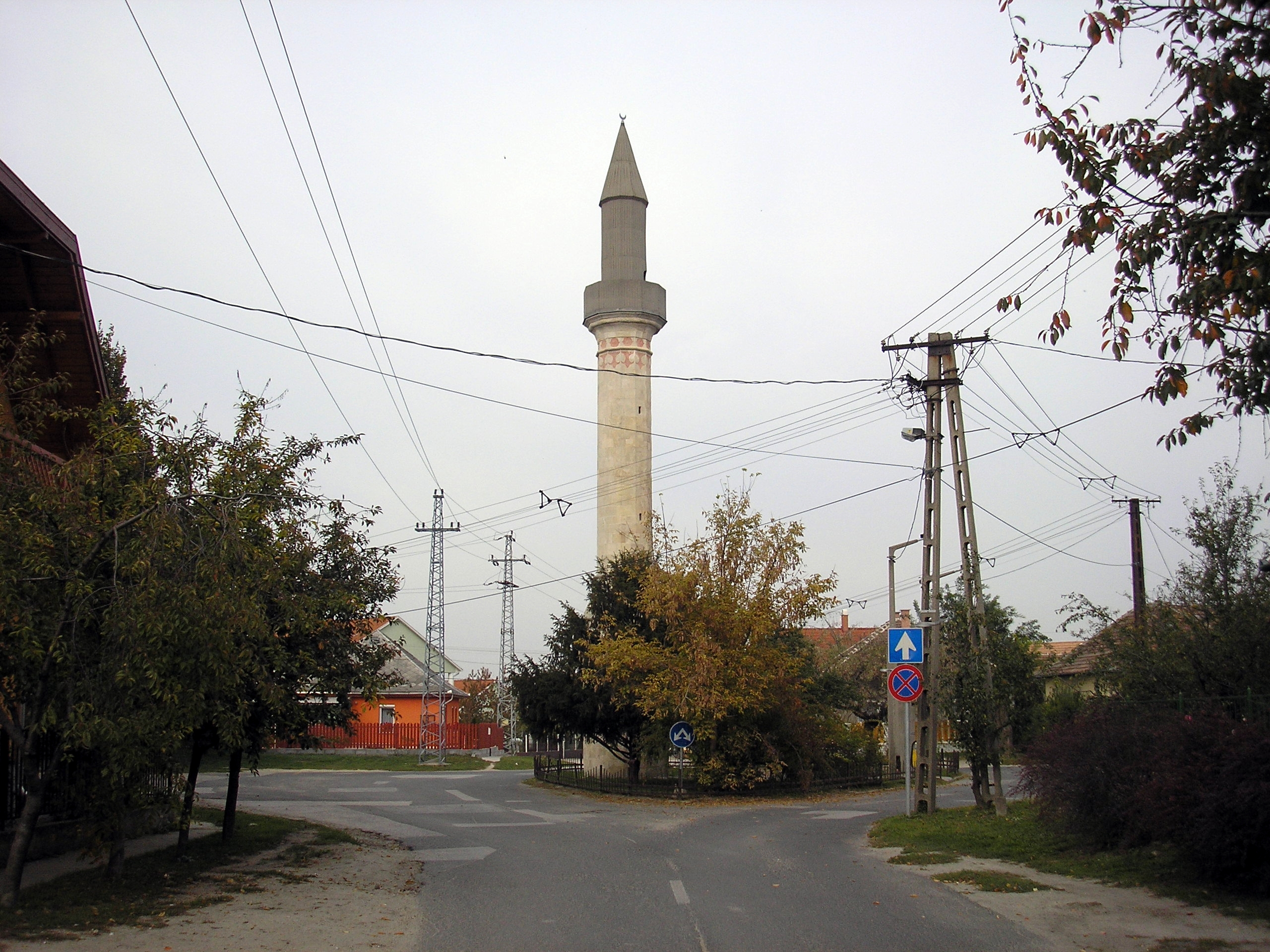
오스만 제국 시대에 세워진 미나레트

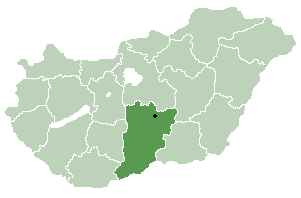
케치케메트의 위치

에르드(헝가리어: Érd, 독일어: Hanselbeck 한젤베크[*], 크로아티아어: Andzabeg 안자베그, 튀르키예어: Hamzabey 함자베이[*])는 헝가리 페슈트 주와 부다페스트 도시권에 위치한 도시로, 면적은 60.54km2, 인구는 65,043명(2011년 기준), 인구 밀도는 1,041.9명/km2이다.

시 문장

## 역사
50,000년 전의 것으로 추정되는 남성의 유골이 발견된 것으로 볼 때 고대부터 사람이 살았던 것으로 추정된다. 1243년 문헌에 처음 등장했으며 도시 이름은 "숲"을 뜻하는 단어인 "에르되(erdő)" 또는 "시내"를 뜻하는 단어인 "에르(ér)"에 유래된 것으로 추정된다.
1543년 세케슈페헤르바르를 함락시킨 오스만 제국에 정복된 뒤부터 모트 앤 베일리 양식의 성과 모스크가 건설되었다. 오스만 제국의 에르드 지배는 1684년 로렌 공 샤를 5세가 이끄는 군대가 오스만 제국을 격파할 때까지 지속되었다.
1776년 마을(oppidum)로 승격되었는데 사실 오스만 제국에 점령되기 이전부터 마을이 될 가능성이 있었다. 1991년부터 2001년까지 헝가리에서 가장 높은 인구 증가율인 30.6%를 기록했다. 2005년 11월 7일 헝가리 의회는 2006년 가을에 실시된 의회 선거에 맞춰 에르드를 도시주로 승격하기로 결정했다.

## 인구
민족 (2001년 인구 조사 기준):
- 헝가리인: 93.4%
- 로마인: 1%
- 독일인: 0.6%
- 그 외의 민족: 0.8%
- 무응답, 불명: 4.2%

종교 (2001년 인구 조사 기준):
- 로마 가톨릭 교회: 49.2%
- 칼뱅주의: 14.2%
- 동방 정교회: 2.2%
- 루터교: 1.8%
- 그 외의 종교 (기독교): 1.5%
- 그 외의 종교 (비기독교): 0.2%
- 무신론: 16.5%
- 무응답, 불명: 14.3%

| 연도 | 인구   | ±%      |
| ---- | ------ | ------- |
| 1870 | 3,027  | —       |
| 1880 | 3,188  | +5.3%   |
| 1890 | 3,343  | +4.9%   |
| 1900 | 3,480  | +4.1%   |
| 1910 | 3,953  | +13.6%  |
| 1920 | 3,990  | +0.9%   |
| 1930 | 5,632  | +41.2%  |
| 1941 | 14,523 | +157.9% |
| 1949 | 16,444 | +13.2%  |
| 1960 | 23,047 | +40.2%  |
| 1970 | 31,205 | +35.4%  |
| 1980 | 41,330 | +32.4%  |
| 1990 | 43,327 | +4.8%   |
| 2001 | 56,567 | +30.6%  |
| 2011 | 63,631 | +12.5%  |
| 2020 | 69,431 | +9.1%   |

## 자매 도시
- 영국 포인턴
- 루마니아 레긴
- 폴란드 루바추프
- 중국 쑤저우 시